# Irving Kaufman

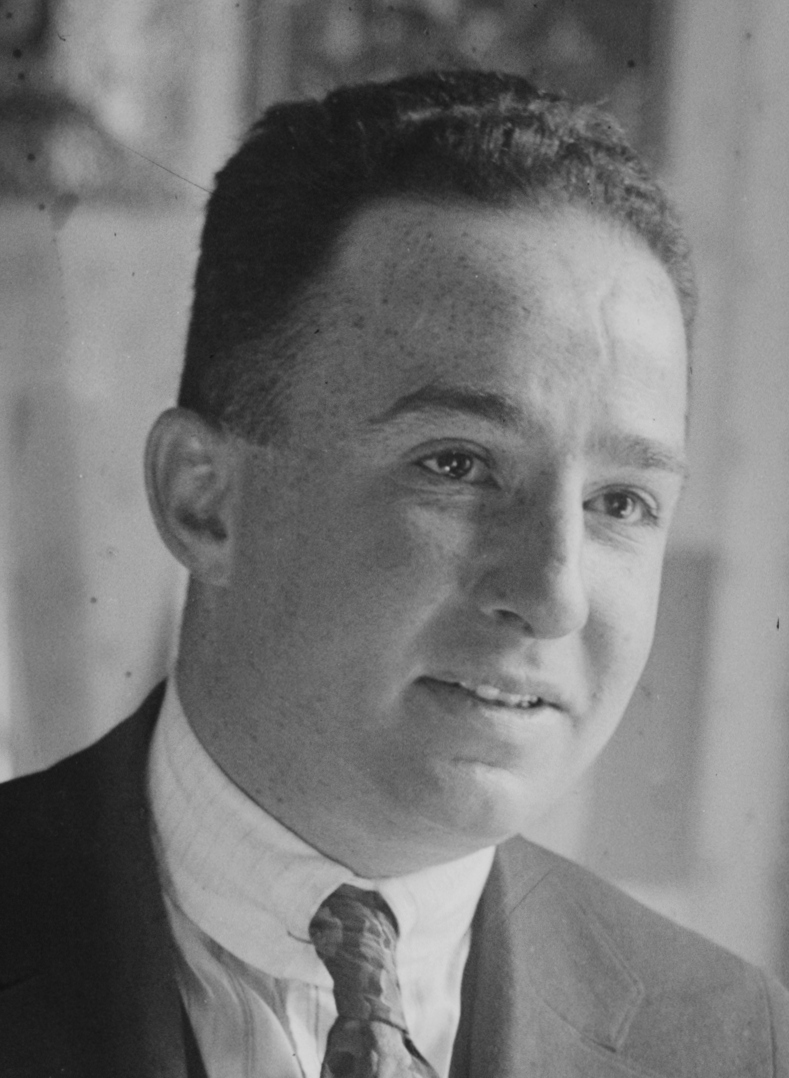
Irving Kaufman um 1919

Irving Kaufman (eigentlich Isidore Kaufman; * 8. Februar 1890 in Syracuse (New York); † 3. Januar 1976 in Indio, Kalifornien) war ein US-amerikanischer Sänger, der seine größte Popularität in den 1920er Jahren genoss.

## Leben und Wirken
Kaufman war der Sohn  russisch-jüdischer Einwanderer und Mitglied der Kaufman Brothers, die er mit seinen Brüdern Phillip und Jack bildete. Zunächst sang er in verschiedenen Zirkussen und Filmtheatern, war Tenor im Jenny Eddy Trio und schließlich Leadsänger in der 50-köpfigen Merrick's Band. 1911 kam er nach New York, um als Songplugger für Musikverlage zu arbeiten. Ab 1914 spielte Kaufman erste Schallplatten für die Label Victor (Are You From Dixie, mit Billy Murray), Columbia, Vocalion, Gennett, Edison, Harmony, Velvet Tone, Brunswick, (Ol’ Man River), Banner (St. Louis Blues), Okeh und Perfect ein. Für Edison und RCA Victor nahm er unter eigenem Namen auf, für andere Label benutzte er eine Reihe von nicht jüdisch klingenden Pseudonymen. Gelegentlich, wie im Falle des Titels Broadway Bell-Hops von 1927, war er lediglich als Vocal Chorus bekannt; oft wurde er mit vocal refrain by George Beaver auf den Billiglabels aufgeführt.
Kaufman war ein Sänger im Vaudevillestil und sicher kein Jazzsänger. Dennoch wurde er auf seinen Schallplatten von führenden Jazzmusikern der Zeit begleitet wie Bix Beiderbecke, Frank Trumbauer, Jimmy und Tommy Dorsey, Red Nichols, Miff Mole und Eddie Lang. Er zählte zu den profiliertesten Sängern der 1920er Jahre. In den 1930er und 1940er Jahren ließ sein Erfolg nach; dennoch buchte ihn der Produzent Joe Davis in den 40ern für verschiedene Nostalgiebands. Höhepunkt dieser Phase war sein Auftritt in Kurt Weills Street Scene am Broadway. Nach einem Herzinfarkt beendete er 1949 seine Karriere und machte bis 1974 keine weiteren Aufnahmen, als er ein 2-LP-Set mit dem Titel Reminisce with Irving Kaufman veröffentlichte, zumeist Transkriptionen seiner früheren Aufnahmen, aber auch einige Neuaufnahmen, bei denen er von seiner zweiten Frau Belle Brooks (1904–1993) begleitet wurde. Seinen Ruhestand verbrachte er in Palm Springs (Kalifornien). Er starb Anfang Januar 1976.

## Diskographische Hinweise
- Anthology - The Last Recording Pioneer (Archeophone, 1914–1923), mit Bix Beiderbecke,  Billy Murray, Jack Kaufman, Eubie Blake